# Calamaria bitorques
Espèce
Statut de conservation UICN

 LC  : Préoccupation mineure
Calamaria bitorques est une espèce de serpents de la famille des Colubridae.

## Répartition
Cette espèce est endémique des Philippines. Elle se rencontre à Luçon et à Panay.

## Publication originale
- Peters, 1872 : Über drei neue Schlangenarten (Calamaria bitorques, Stenognathus brevirostris und Hemibungarus gemianulis) von den Philippinen. Monatsberichte der Königlichen Akademie der Wissenschaften zu Berlin, vol. 1872, p. 585-587 (texte intégral).